# Museo Alvar Aalto
Il museo Alvar Aalto (Alvar Aalto -museo in finlandese), situato nella cittadina di Jyväskylä, è il museo dedicato alla catalogazione, conservazione ed esposizione dell'opera dell'architetto e designer finlandese Alvar Aalto (1898-1976).
Progettato dallo stesso Aalto secondo i principi dell'architettura organica e inaugurato il 27 novembre del 1967, il museo ospita su due piani la collezione completa dei progetti di Aalto, una trentina di modelli delle sue opere architettoniche, una galleria fotografica degli edifici realizzati, e più di 1500 oggetti di design industriale quali mobili, suppellettili, lampade, buona parte dei quali sono esposti in mostra permanente.
L'edificio ospita anche una caffetteria (Café Belvedere) con annessa terrazza, una sala convegni, una biblioteca di 3000 volumi comprendente la vasta bibliografia su Aalto, e la sede della Alvar Aalto Säätiö ("Fondazione Alvar Aalto"), un ente di ricerca e conservazione, suddiviso in più istituzioni, che si occupa della promozione dell'opera di Aalto e, in generale, dell'architettura contemporanea.